# 2. Fernostfront
Die 2. Fernostfront (russisch 2-й Дальневосточный фронт) war eine Formation der Roten Armee, die in der Schlussphase des Zweiten Weltkrieges im Sommer 1945 im Raum nördlich des Amur sowie auf Kamtschatka gebildet wurde und gegen das Kaiserreich Japan eingesetzt wurde.

## Geschichte
Der Aufstellung erfolgte am 5. August 1945 auf Grundlage des Oberkommandos der bisherigen Fernostfront und erging auf die Zusage der Sowjetunion in der Konferenz von Teheran und der Konferenz von Jalta, in der sich dieses Land sich verpflichtete, drei Monate nach dem Sieg in Mitteleuropa in den Krieg gegen Japan einzutreten. Die Front sowie die Pazifikflotte blieben dem Oberkommando der Sowjetischen Truppen im Fernen Osten unterstellt.
Unterstellte Großverbände (August 1945)
- 2. Rotbanner-Armee (General Makar Fomitsch Terjochin)
- 15. Armee (Stepan Kirillowitsch Mamonow)
- 16. Armee (Leonti Georgjewitsch Tscheremisow)
- 5. Besonderes Schützenkorps
- Tschugujewsker-Gruppe
- Befestigter Raum Kamtschatka
- 10. Luftarmee (Pawel Fjodorowitsch Schigarew)

Ab 9. August 1945 griffen die an der Nordgrenze von Mandschukuo angesetzte Front in der Operation Auguststurm mit Unterstützung der Amur-Flottille in Richtung Süden an.
Nach dem Sieg über die japanische 1. und 3. Regionalarmee in der Mandschurei, Sachalin und den Kurilen wurde das Oberkommando der 2. Fernostfront bereits am 1. Oktober 1945 wieder aufgelöst.

## Führung
Oberbefehlshaber
- Armeegeneral Maxim Alexejewitsch Purkajew (5. August – 1. Oktober 1945)

Mitglied des Militärrats
- Generalleutnant Dmitri Sergejewitsch Leonow

Chef des Stabes
- Generalleutnant F. I. Schetschenko